# Martin Michael Rosenblüth
Martin Michael Rosenblüth (geboren 1. Februar 1886 in Messingwerk; gestorben 7. Juli 1963 in Tel Aviv) war ein deutsch-israelischer Verbandsfunktionär.

## Leben
Martin Michael Rosenblüth war der älteste Sohn des aus Ungarn stammenden Fabrikanten Samuel Rosenblüth (1854–1925) und der Berliner Kindergärtnerin Fanny Pulvermacher (1861–1949), er hatte vier Geschwister, darunter Felix, der spätere israelische Politiker Pinchas Rosen. 
Er heiratete 1918 die Wiener Medizinstudentin Marie Zellermeyer, sie hatten drei Kinder, der Sohn Eli fiel als US-amerikanischer Soldat im Zweiten Weltkrieg. Rosenblüth studierte Philologie in Hamburg, München, Berlin und Marburg, wurde 1909 in Kiel promoviert und machte 1910 das Staatsexamen. Er war Mitglied im Kartell Jüdischer Verbindungen (KJV). Ab 1910 arbeitete er als Sekretär des Präsidiums der Zionistischen Weltorganisation (WZO) in Köln und für dessen Führungszirkel um David Wolffsohn, Otto Warburg und Jakobus H. Kann, ab 1915 leitete er mit Simon Bernfeld das aus Deutschland nach Kopenhagen ins neutrale Dänemark umgezogene Zentralbüro der WZO. Von 1913 bis 1919 war er Schriftleiter der Blau-Weiß-Blätter.
1920 war Rosenblüth zusammen mit Kurt Blumenfeld Delegierter der Zionistischen Vereinigung für Deutschland (ZVfD) bei der Jahreskonferenz der WZO in London. Ab 1921 leitete er in Wien die Palästinazentrale und ab 1923 bis 1925  war er Vertreter der Keren Hayesod in Wien, danach arbeitete er wieder für die ZVfD in Berlin und war dort von 1929 bis 1933 Geschäftsführer für Keren Hayesod. 
Nach der Machtübergabe an die Nationalsozialisten emigrierte er im April 1933 nach England und fungierte als Vertreter der ZVfD bei der Jewish Agency in London und leitete das „Zentralbüro für die Ansiedlung deutscher Juden in Palästina“. Nach Ausbruch des Zweiten Weltkriegs zog er 1941 in die USA und leitete die Öffentlichkeitsarbeit des zionistischen United Palestine Appeal (U.P.A.) Er schrieb Artikel in der New Yorker Exilzeitung Aufbau. Ab Gründung des Staates Israel war er bis 1963 Beauftragter des Israelischen Finanzministeriums für Nord- und Südamerika. Rosenblüth war Vorstandsmitglied der „American Federation of Jews from Central Europe“ (A.F.J.C.E).    

## Schriften (Auswahl)
- Beiträge zur Quellenkunde von Petrons Satiren. Berlin : Druck Max Eisenstaedt, 1909 Dissertation Universität Kiel
- Go forth and serve: early years and public life. Autobiografie. New York : Herzl Press, 1961
- Eli : the story of his life, November, 1919–March, 1945. New York : Eigenverlag, 1962